# Anežka (dcera Přemysla Otakara II.)
Anežka (před 1259 – po 23. červnu 1306, před 5. listopadem 1318) byla nemanželskou dcerou Přemysla Otakara II. a choť českého šlechtice Bavora II. ze Strakonic.
Narodila se jako nemanželská dcera českého krále Přemysla Otakara II. a jeho milenky z dívčího fraucimoru manželky Markéty Babenberské. Anežčinou matkou byla pravděpodobně Anežka z Kuenringu. Historik Miroslav Svoboda se domnívá, že na svět přišla kolem roku 1255. Jako legitimního potomka ji papež uznal 6. října 1260 na listině adresované Přemyslovi. Zřejmě okolo roku 1269 byla zasnoubena s velmožem Bavorem II. ze Strakonic. Je zaznamenána na listině datované k 23. červnu 1306, kde je uvedena jako vnučka Václava I. Tato listina také završovala výměnu jejích věnných statků v Čechách. Naposledy je připomínána na listině jejího syna Viléma z 5. listopadu 1318, na níž vystupuje již jako zemřelá.
Se svým manželem Bavorem II. zplodila syny Bavora III., Mikuláše a Viléma a i tři dcery.